# Tyaskin
Tyaskin es un lugar designado por el censo ubicado en el condado de Wicomico en el estado estadounidense de Maryland. En el Censo de 2010 tenía una población de 236 habitantes y una densidad poblacional de 70,09 personas por km².

## Geografía
Tyaskin se encuentra ubicado en las coordenadas 38°19′14″N 75°52′22″O / 38.32056, -75.87278. Según la Oficina del Censo de los Estados Unidos, Tyaskin tiene una superficie total de 3.37 km², de la cual 3.36 km² corresponden a tierra firme y (0.08%) 0 km² es agua.

## Demografía
Según el censo de 2010, había 236 personas residiendo en Tyaskin. La densidad de población era de 70,09 hab./km². De los 236 habitantes, Tyaskin estaba compuesto por el 85.17% blancos, el 13.56% eran afroamericanos, el 0% eran amerindios, el 0.42% eran asiáticos, el 0% eran isleños del Pacífico, el 0.42% eran de otras razas y el 0.42% pertenecían a dos o más razas. Del total de la población el 2.12% eran hispanos o latinos de cualquier raza.